# Polystachya rydingii
Polystachya rydingii är en orkidéart som beskrevs av Baranow och Joanna Mytnik-Ejsmont. Polystachya rydingii ingår i släktet Polystachya och familjen orkidéer.
Artens utbredningsområde är Kamerun. Inga underarter finns listade i Catalogue of Life.